# Direito a Morrer com Dignidade
Direito a morrer com dignidade – Movimento cívico para a despenalização da morte assistida (Derecho a morir con dignidad – Movimiento cívico para la despenalización de la muerte asistida) es un movimiento cívico que defiende la despenalización de la muerte asistida en Portugal. Fue creado el 14 de noviembre de 2015 en Oporto.
Desde su fundación, la organización ha lanzado diferentes campañas, incluidos manifiestos y recogidas de firmas entregadas en la Asamblea de la República.